# Planisfero di King-Hamy

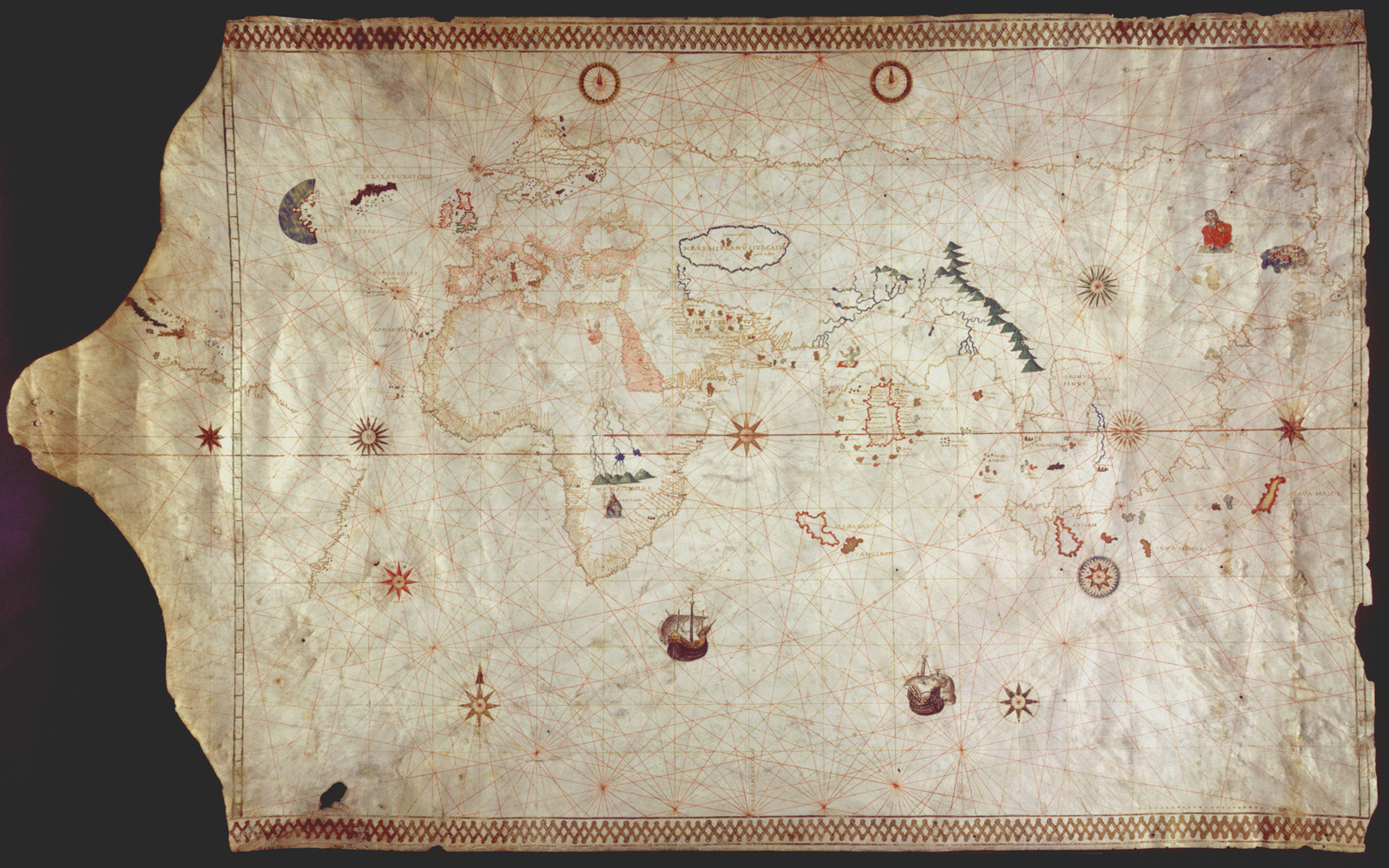
Il planisfero di King-Hamy.

Il planisfero di King-Hamy, disegnato verso il 1502, è una delle più antiche carte contenenti una rappresentazione del Nuovo Mondo. È conservato presso la biblioteca Huntington, a San Marino (California).

## Descrizione
Il planisfero è disegnato su una pergamena di 58,5 × 77,2 cm. I bordi della parte superiore e inferiore presentano dei reticoli dorati, mentre su quelli destro e sinistro è raffigurata una scala di latitudine. Le Antille oltrepassano il bordo sinistro e proseguono in una «lingua» di pergamena.
Il planisfero è un portolano, una carta destinata alla navigazione. Le numerose linee sono delle lossodromie, o rotte con direzione costante. Il nord della carta è un nord magnetico, e sono presenti anche altre particolarità: vi sono due linee equatoriali parallele, una per la parte orientale della carta e l'altra per quella occidentale, un po' più a sud della prima. Allo stesso modo, sono diverse le due scale di latitudine sui bordi della mappa.
L'America è rappresentata in diverse parti disgiunte: la Groenlandia, Terranova, le Antille, la costa settentrionale dell'America del Sud e la costa orientale del Brasile. Il planisfero rimane ambiguo riguardo alla relazione dell'America con il continente asiatico: i due non sono fusi insieme come nel planisfero di Ruysch, né chiaramente separati come nel planisfero di Waldseemüller.
Il fatto che l'America si trovi a sinistra e l'Asia a destra potrebbe suggerire una separazione, mentre il fatto che Cuba sia indicata come Terra de Cuba non rigetta l'idea di Cristoforo Colombo che si trattasse dell'estremità dell'Asia.

## Storia
Il planisfero venne disegnato in Portogallo, o in Italia a partire da fonti portoghesi, e potrebbe esserne l'autore lo stesso Amerigo Vespucci.
Deve il nome a due dei suoi proprietari, l'esploratore Richard King (1811?-1876) e il dottore Jules Hamy (1842-1908). Henry E. Huntington lo acquistò nel 1923.